# Evil Dead II

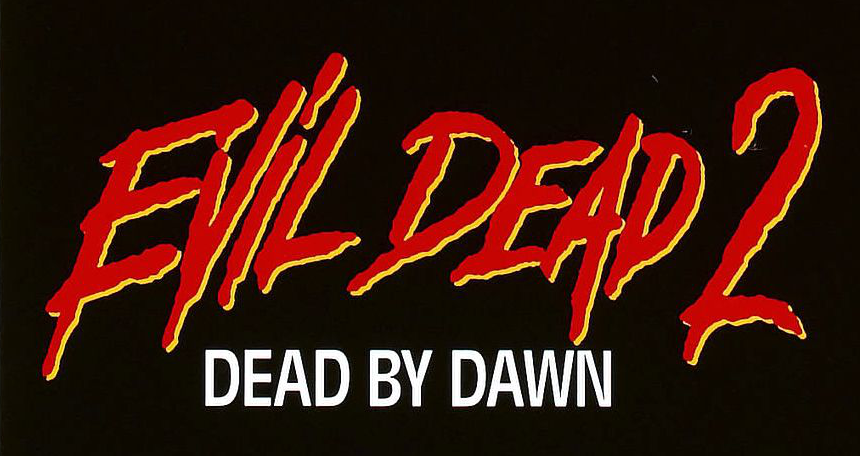
Logo original del film

Evil Dead II és una pel·lícula de terror estatunidenca de 1987 dirigida per Sam Raimi. És la segona part de la cinta Possessió infernal Va ser protagonitzada per Bruce Campbell, qui repeteix el seu rol de Ashley J. "Ash" William i per Sarah Berry, com Annie Knowby. La saga va tenir una tercera part, titulada Army of Darkness.

## Argument
Una jove parella, Ash Williams (Bruce Campbell), i Linda (Denise Bixler) prenen unes vacances en una cabanya abandonada en el bosc. En la cabanya, Ash troba una gravadora i escolta la cinta que estava dins; la veu de l'enregistrament correspon a l'antic propietari del habitatge, un professor d'arqueologia que recita alguns passatges del Necronomicón ExMortis o "Llibre dels Morts", el qual va descobrir en unes excavacions. Les paraules de l'enregistrament desperten a un antic esperit del bosc, el qual mata i posseeix a Linda. Ash, en defensa pròpia, acaba decapitant a la seva xicota posseïda. Després d'enterrar el cadàver de Linda, Ash és posseït momentàniament per l'esperit, fins que clareja. El protagonista intenta fugir del lloc, però descobreix que el pont pel qual va entrar al bosc va ser destruït. Després d'això, Ash es veu forçat a amputar-se la mà amb la serra mecànica, ja que estava posseïda per l'esperit. Mentre Ash lluita contra les forces de l'esperit, la filla del professor, Annie (Sarah Berry), i el seu company Ed Getley (Richard Domeier) tornen de l'excavació amb més pàgines del Necronomicón Ex Mortis, però es troben amb el pont que porta a la cabanya totalment destruït. Després d'això troben a una parella de joves, Jake (Dan Hicks) i Bobby Joe (Kassie Wesley), els qui els ajuden a arribar a la cabanya a través d'un altre camí. Quan aconsegueixen arribar al lloc, troben a Ash a la vora de la bogeria després que la casa, apoderada per la força maligna es rigués d'ell.
Ash, amb l'ajuda de Annie, modifica la serra i l'adhereix al seu canell, en el lloc on estava la seva mà amputada. Ash finalment troba les pàgines que falten del Necronomicón i mata a Henrietta, que s'havia convertit en un monstre de coll llarg. Annie recita un conjur que envia a l'esperit maligne de tornada on va venir. L'encantament obre un portal que no només arrossega a l'esperit, sinó també als arbres propers, a l'automòbil de Ash, i al mateix protagonista. Mentre això succeeix, la mà posseïda de Ash apunyala a Annie amb una daga.
Ash és transportat al costat del seu automòbil l'any 1300, on un grup de cavallers ho confon amb un dimoni. Quan estan a punt de matar-ho, són distrets per l'aparició d'un veritable dimoni amb aparença d'harpia. Ash mata al dimoni amb la seva escopeta i és aclamat pels cavallers com un heroi que ha vingut a salvar al regne. En adonar-se de la seva situació actual, Ash es descompon i crida desesperat.

## Repartiment
- Bruce Campbell com Ashley J. "Ash" William
- Sarah Berry com Annie Knowby.
- Dan Hicks com Jake.
- Kassie Wesley com Bobby Joe.
- Ted Raimi com Henrietta poesída.
- Denise Bixler com a Linda.
- Richard Domeier com a Professor Ed Getley.
- John Peaks com a Professor Raymond Knowby.
- Lou Hancock com Henrietta Knowby.

## Producció
Després del fracàs econòmic de la seva pel·lícula Crimewave (1986), que va escriure al costat dels germans Coen, el director Sam Raimi va buscar una manera de mantenir viva la seva carrera cinematogràfica. Gràcies al suggeriment del seu representant Irvin Shapiro, Raimi va començar a escriure el guió original de la segona part de Possessió infernal (1981). El director va decidir incloure elements còmics en la cinta, amb un humor inspirat en el treball dels tres chiflados. Per finançar el projecte, Sam Raimi i Robert Tapert van parlar amb el productor Dino De Laurentiis, qui finalment va acceptar. La pel·lícula va comptar amb un pressupost estimat de 3,6 milions de dòlars.
Durant el rodatge de la cinta, l'equip de producció es va instal·lar en una escola secundària de Wadesboro, Carolina del Nord. Els efectes especials van estar a càrrec d'artistes com Greg Nicotero, Mark Shostrom i Bob Kurtzman, els qui van comptar amb l'ajuda d'aproximadament una desena de persones.
Els primers minuts Evil Dead II tornen a explicar els fets ocorreguts en la primera pel·lícula, però solament amb els personatges de Ash i Linda. Segons el director Sam Raimi, això es va deure a problemes amb els drets del primer film:
Segons el coguionista Scott Spiegel, el final de la pel·lícula va estar inspirat en la sèrie de televisió El túnel del temps, d'Irwin Allen.

## Estrena
Evil Dead II va ser estrenada el 13 de març de 1987 als Estats Units. La pel·lícula va recaptar $5.923.044 en aquell país. El títol de la pel·lícula va ser traduït com Terroríficamente muertos a Espanya, A causa de la seva violència, Evil Dead II va ser prohibida a Islàndia i Noruega.

## Recepció
La pel·lícula va rebre una bona resposta per part de la crítica cinematogràfica, obtenint un 98% de comentaris "frescos" en el lloc web Rotten Tomatoes i una puntuació de 69/100 en Metacritic. Matt Ford de la BBC va sostenir: «és una seqüela que és fins i tot millor que l'original […] Evil Dead II es troba entre les pel·lícules més visualment inventives, implacables, i originals mai creades». Per la seva banda, Roger Ebert del periòdic nord-americà Chicago Sun-Times va destacar l'humor de la cinta, i va sostenir que en la pel·lícula «la violència i el gore són portats a un extrem en què deixen de ser repugnants i es tornen surrealistes». Caryn James de The New York Times va escriure que Evil Dead II «és una genuïna, sinó bizarra, prova del talent i habilitat creativa de Sam Raimi».
La revista britànica Empire la va situar en el lloc número 49 de «les 500 millors pel·lícules de tots els temps». Al maig de 2003, la revista Entertainment Weekly la va situar en el lloc número 19 de «les 50 millors pel·lícules de culte». La Chicago Film Critics Association la va situar en el lloc número 25 de «les pel·lícules més terrorífiques». Per la seva banda, el director de cinema Edgar Wright es va referir a ella com una de les seves sis pel·lícules de terror favorites.

## Premis
| Premi                        | Categoria                 | Receptor(és)                          | Resultat |
| ---------------------------- | ------------------------- | ------------------------------------- | -------- |
| Premis Saturn                | Millor maquillatge        | Mark Shostrom                         | Nominat  |
| Premis Saturn                | Millors efectes especials | Vern Hyde, Doug Beswick, Tom Sullivan | Nominats |
| Fantasporto                  | Millor pel·lícula         | Sam Raimi                             | Nominat  |
| Festival de Cinema de Sitges | Millor pel·lícula         | Sam Raimi                             | Nominat  |